# Mutki
Mutki là một huyện thuộc tỉnh Bitlis, Thổ Nhĩ Kỳ. Huyện có diện tích 1055 km² và dân số thời điểm năm 2007 là 34805 người, mật độ 33 người/km².